# Stema Bulgariei

Stema Bulgariei

Stema Bulgariei este simbolul național al acestei țări. A fost adoptată de Parlamentul Bulgariei în 4 august 1997. Constă într-un leu de aur încoronat pe un scut roșu, păzit la rândul lui de alți doi lei de aur, în stânga și în dreapta.